# SEAT 1200 Sport
O SEAT 1200 Sport é um cupê de duas portas e quatro lugares desenvolvido pela fabricante espanhola SEAT. Apresentado pela primeira vez em dezembro de 1975 e vendido comercialmente de fevereiro de 1976 a setembro de 1979, foi o primeiro carro desenvolvido inteiramente no recém-inaugurado Centro Técnico Martorell da empresa. Sua versão inicial era equipada com o motor maior de 1.197 cc de 67 cv (desenvolvido para o SEAT 124), montado transversalmente e inclinado para frente em 16°, dando ao pequeno 2+2 uma velocidade máxima de 157 km/h por meio de sua transmissão de caixa de câmbio manual de quatro velocidades. Apesar de suas aspirações esportivas, sua potência era limitada por uma taxa de compressão relativamente baixa, refletindo os níveis de octanagem do combustível disponíveis em seu mercado interno.
O design de carroceria do 1200 Sport tinha um coeficiente de arrasto (cd) de 0,37. Ele foi comprado da NSU da Alemanha, depois que a empresa alemã abandonou seus planos de lançar o NSU Nergal, seu próprio pequeno carro esportivo baseado no NSU Prinz com motor traseiro, apresentado como protótipo no Salão do Automóvel de Turim de 1970 e projetado pelo designer italiano Aldo Sessano. Antoni Amat, diretor técnico da Inducar (Industrias de la Carrocería, um fornecedor externo da SEAT) propôs o projeto 1200 Sport à SEAT, com a mediação de Günter Óistrach, após a visita e os contatos do primeiro no Salão do Automóvel de Turim. A empresa Inducar sediada em Terrassa assumiu a produção do chassi do carro. Para se adequar à plataforma que a SEAT planejou para o carro, o design do Nergal foi modificado para incluir elementos de outro carro-conceito de Sessano, o OTAS KL112, já que era baseado no Fiat 127. Uma característica do design original do NSU Nergal que permaneceu no modelo de produção foram as saídas de ar no terceiro pilar, logo acima do arco da roda traseira, provavelmente indicando a presença do motor montado na traseira no design da NSU. Os engenheiros da SEAT examinaram a possibilidade de manter o layout do motor traseiro, mas acabaram escolhendo um motor dianteiro. O porta-malas do carro apresentava abertura remota por meio de uma alça na porta do motorista e tinha capacidade de 339 litros.
Em 1977, o SEAT 1430 Sport Coupé foi lançado, usando a mesma carroceria, mas com uma versão recondicionada do motor do SEAT 1430. Nesta aplicação, o motor de 1.438 cc fornecia uma potência de 77 cv e uma velocidade máxima de 164 km/h.
As versões Sport foram oferecidas principalmente no mercado espanhol, mas também alguns carros foram oficialmente oferecidos em outros países europeus, como Alemanha, Holanda, Bélgica e França. Ambos os modelos, 1200 e 1430, foram descontinuados em 1979, junto com os SEAT 128, SEAT 133 e os Lancia Beta e Beta HPE montados em CKD, como parte da importante reestruturação da linha SEAT para 1980. Um total de 19.332 unidades foi vendido no mercado espanhol, com 11.619 carros sendo equipados com o motor 1200 e cerca de 7.713 unidades com o motor 1430 mais potente, mas lançado tardiamente.
O carro era amplamente conhecido como "Boca Negra" por causa da cor e do formato de seu painel frontal de plástico sempre preto, que abraçava a grade frontal e os faróis e incorporava, pelos padrões dos anos 1970, um para-choque dianteiro proeminente. Em 2008, a SEAT apresentou o carro-conceito SEAT Bocanegra no Salão do Automóvel de Genebra. Ele recebeu esse nome como uma homenagem ao clássico 1200 Sport, pois também tinha uma frente preta. Ele é vendido como um modelo Ibiza de edição especial a partir do segundo semestre de 2009, com base nas versões SEAT Ibiza FR e Cupra.

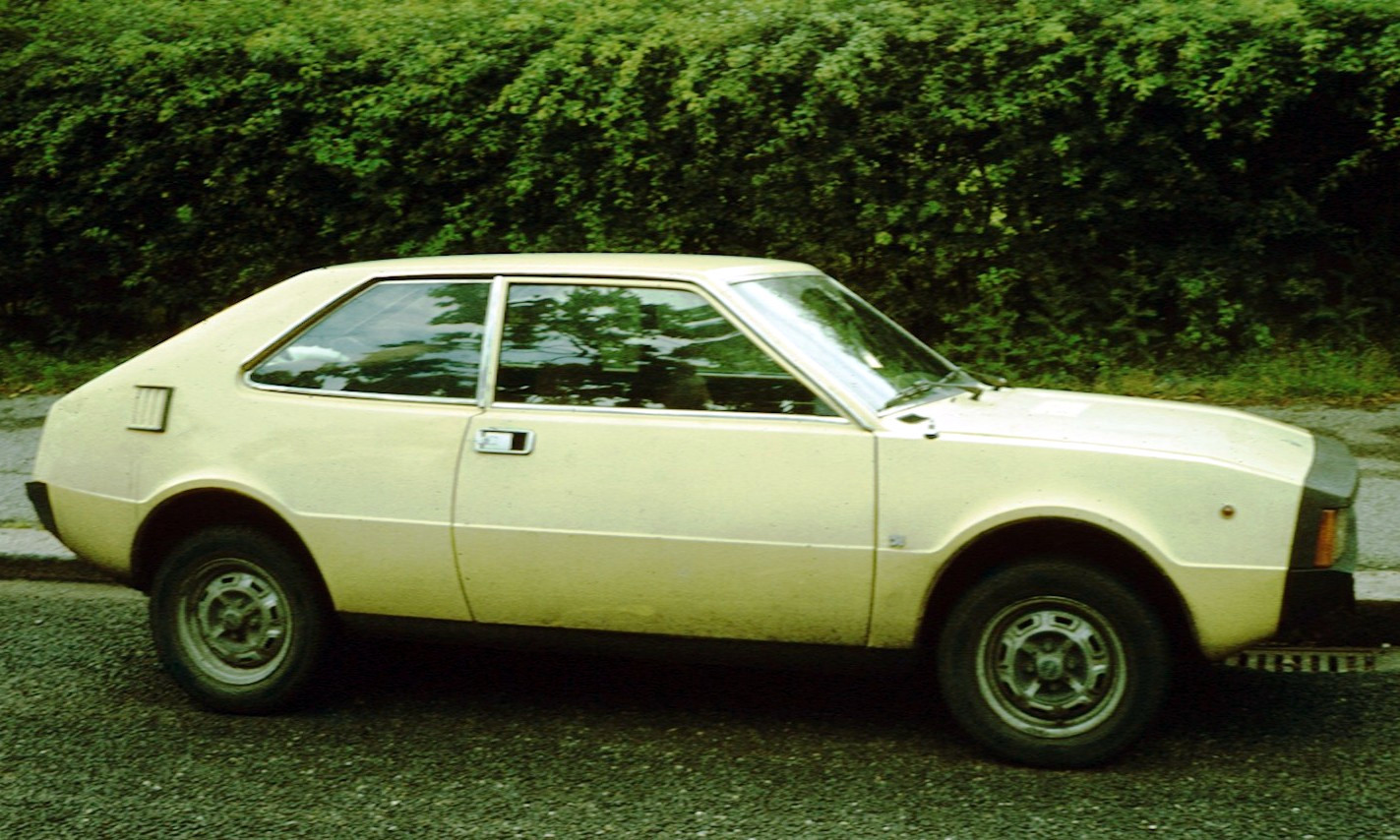
SEAT 1200 Sport, vista lateral
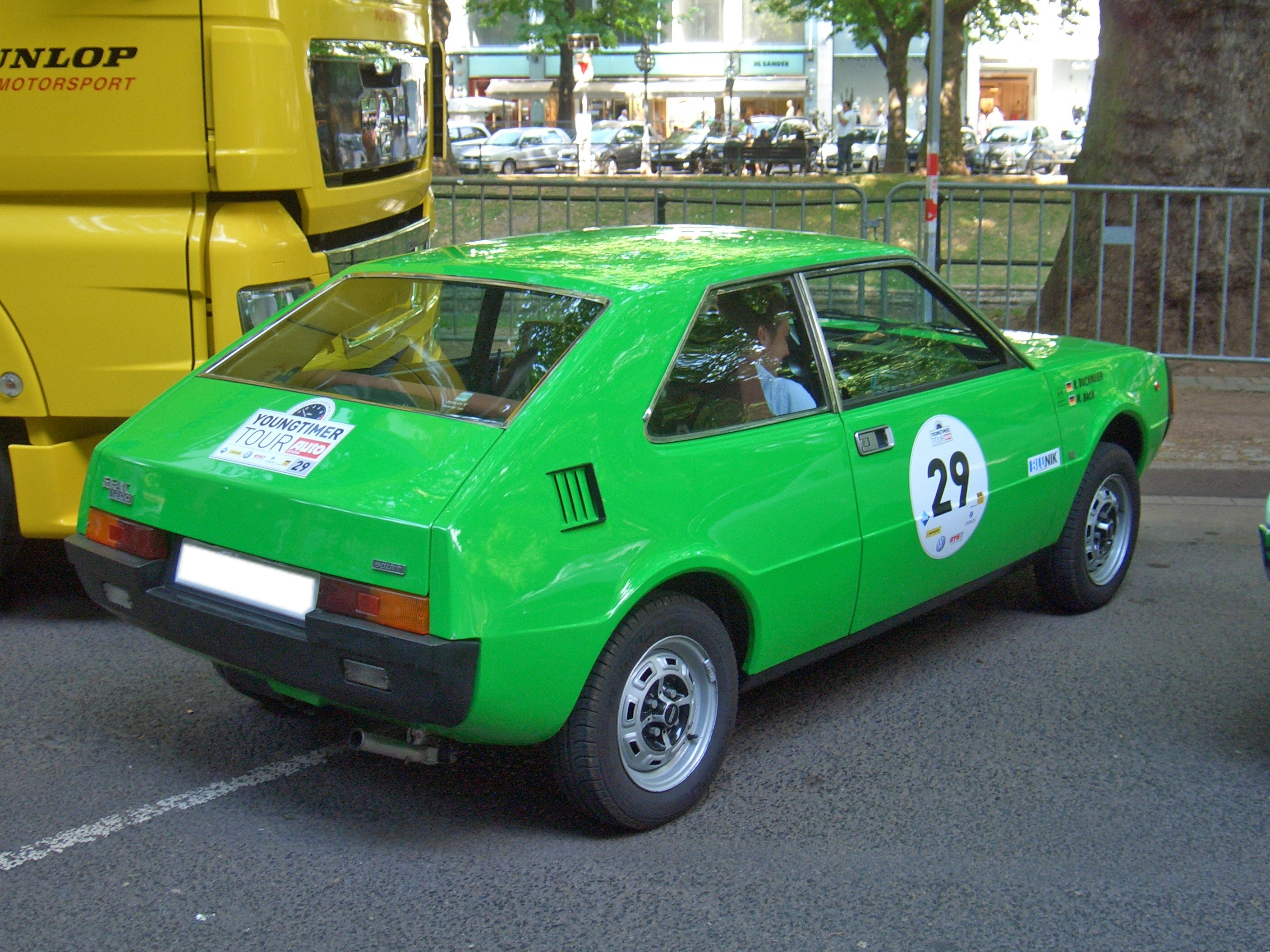
SEAT 1200 Sport, vista traseira
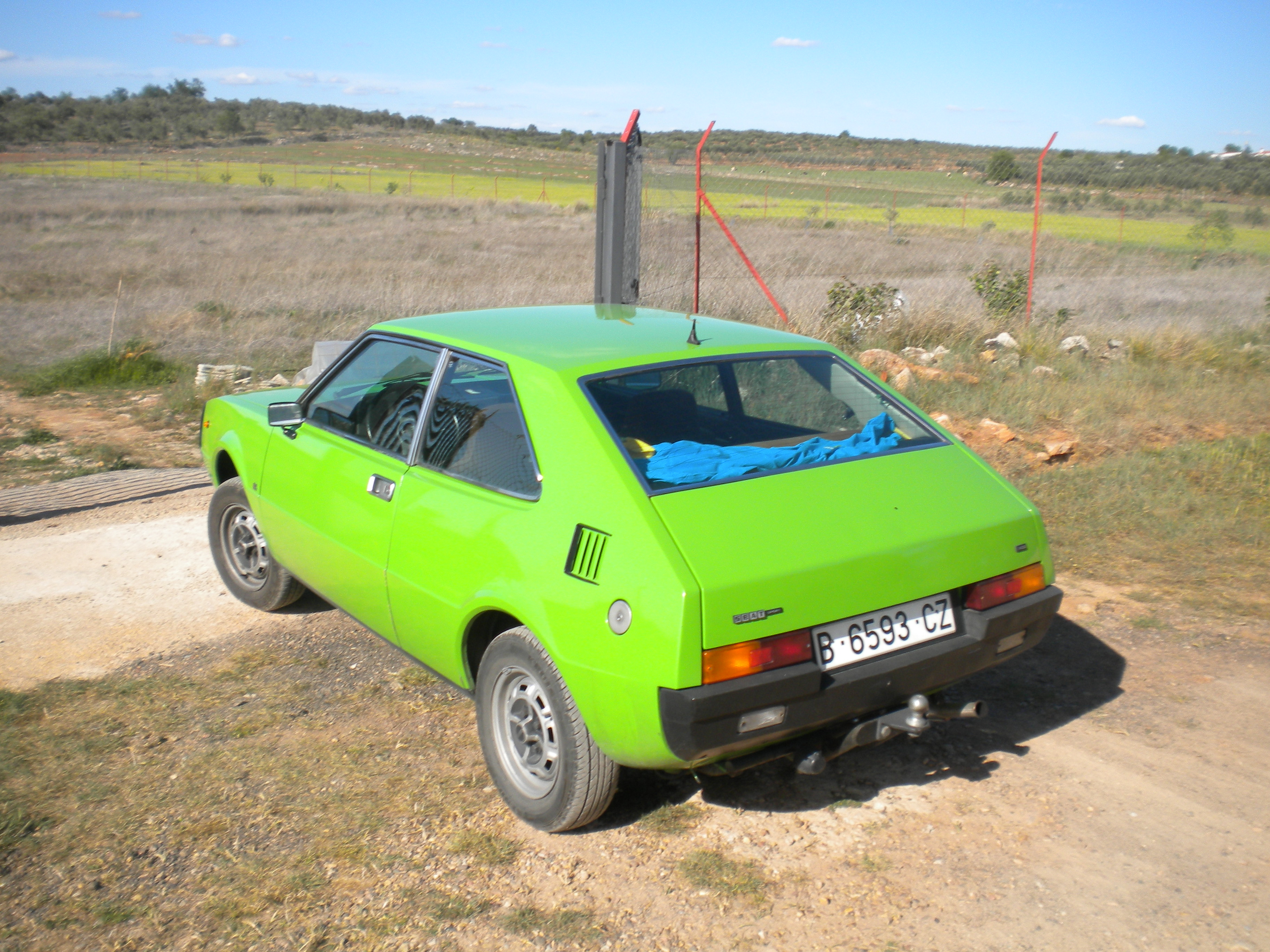
SEAT 1430 Sport

## Números de produção
Desde seu lançamento em 1975 até 1981, 19.332 carros SEAT 1200 e 1430 Sport foram vendidos e produzidos (11.619 unidades do SEAT 1200 Sport e 7.713 da versão SEAT 1430 Sport).
A produção total por ano dos carros SEAT 1200 Sport e SEAT 1430 Sport é mostrada na tabela a seguir:
| Modelo               | 1975 | 1976  | 1977  | 1978  | 1979  | 1980 | 1981 |
| -------------------- | ---- | ----- | ----- | ----- | ----- | ---- | ---- |
| SEAT 1200 Sport      | 391  | 7.322 | 2.478 | 1.271 | 156   | 1    |      |
| SEAT 1430 Sport      |      |       | 1.588 | 4.267 | 1.856 | 1    | 1    |
| Produção anual total | 391  | 7.322 | 4.066 | 5.538 | 2.012 | 2    | 1    |